# Motor Show (revista)
Motor Show é o título de uma revista mensal brasileira de circulação nacional, publicada pela Editora Três, uma das maiores do país.
Antes da Motor Show, a Editora Três publicava outra revista sobre automóveis: a Motor 3.
Na sua área de informação, disputa o mercado com vários outros títulos de outras editoras, como Autoesporte, Carro, e também a líder de vendas, a Quatro Rodas, da editora Abril.
Dentre seus redatores está o especialista em marketing, Sergio Robinson Quintanilha.
Segundo o site oficial da editora a revista é lançada em dois tipos de mídia: impressa (com tiragem superior a 80 mil exemplares), e virtual (web e tablets), tendo por slogan "A revista que vê o automóvel com o motorista dentro", além de ser afiliada à edição italiana Quattroruote, cujo conteúdo detém a exclusividade de reprodução no Brasil; além disto a versão impressa detém a exclusividade da relação de preços de veículos realizada pela FIPE.